# Sayyid Abu al-Ala Mawdudi
Abu al-Ala Mawdudi (Urdu: سید ابو الاعلىٰ مودودی), född i Aurangabad 25 september 1903, död i USA 22 september 1979, var en indisk-pakistansk islamistisk journalist och ideolog. Han grundade partiet Jamaat-e-Islami 1941. Partiet yrkade för att en islamisk stat skulle bildas. När Pakistan blev ett land ansåg han det vara rätt ställe.
Han menade att Gud var suverän och att kungadöme därför är förkastligt som styrelseskick. Han har påverkat stora delar av den muslimska världen.